# Karel Kolský
Karel Kolský (21. září 1914 Kročehlavy – 17. února 1984 Plzeň) byl český fotbalista, československý reprezentant a dlouholetý fotbalový trenér.

## Sportovní kariéra
Hrával jako levý záložník či obránce. Postavou menší, zdatný, byl výtečný technik.
V lize hrál nejprve krátce za SK Kladno, ale v roce 1937 přestoupil do Sparty Praha, s níž spojil svůj fotbalový osud. Hrál za ni v letech 1937–1948. Patří k legendám letenského klubu, získal s ním čtyři tituly mistra Československa (1938, 1939, 1946, 1948) a jeden titul v protektorátní lize (1944). Za války také se Spartou dvakrát získal Český pohár (1943, 1944).
Byl účastník mistrovství světa ve Francii roku 1938 jako hráč (byť do bojů přímo nezasáhl) a mistrovství světa ve Švédsku 1958 jako trenér národního týmu. Za československou reprezentaci odehrál 13 zápasů, dva zápasy pak za výběr Čech a Moravy.

## Trenér
Jako trenér vedl československou reprezentaci v letech 1956–1959 v 18 utkáních. Vedl i několik ligových klubů, největší úspěchy dosáhl s Duklou Praha, s níž během 8 let působení jako trenér získal dva mistrovské tituly (1956, 1958). Trénoval tři roky pražskou Spartu, se Zbrojovkou Brno (tehdy TJ Spartak ZJŠ Brno) se probojoval i do evropských pohárů, dále vedl Jablonec, Plzeň, působil i v zahraničí, kde v sezoně 1963 / 64 sestoupil s Wisłou Kraków z nejvyšší polské soutěže.